# Afrotyphlops nanus
Afrotyphlops nanus là một loài rắn trong họ Typhlopidae. Loài này được Broadley & Wallach mô tả khoa học đầu tiên năm 2009.